# Ли (Флорида)
Ли (енгл. Lee) град је у америчкој савезној држави Флорида. По попису становништва из 2010. у њему је живело 352 становника.

## Демографија
Према попису становништва из 2010. у граду је живело 352 становника, што је 0 (0,0%) становника више него 2000. године.
| Група             | 2000.       | 2010.       |
| Белци             | 327 (92,9%) | 266 (75,6%) |
| Афроамериканци    | 10 (2,8%)   | 27 (7,7%)   |
| Азијати           | 1 (0,3%)    | 3 (0,9%)    |
| Хиспаноамериканци | 9 (2,6%)    | 46 (13,1%)  |
| Укупно            | 352         | 352         |